# گورام (نیوهمپشایر)
گورام (به انگلیسی: Gorham) شهری در ایالت نیوهمپشایر کشور ایالات متحده آمریکا است که جمعیت آن در سرشماری سال ۲۰۱۰ میلادی، ۱٬۶۰۰ نفر بوده‌است.

## نگارخانه

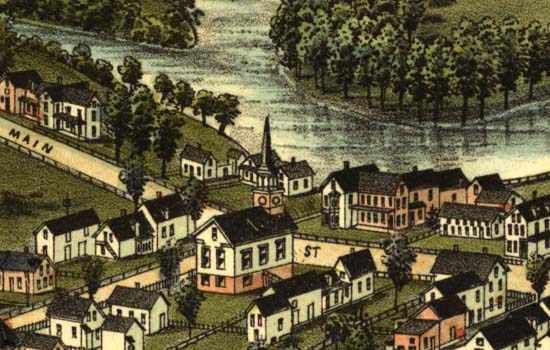
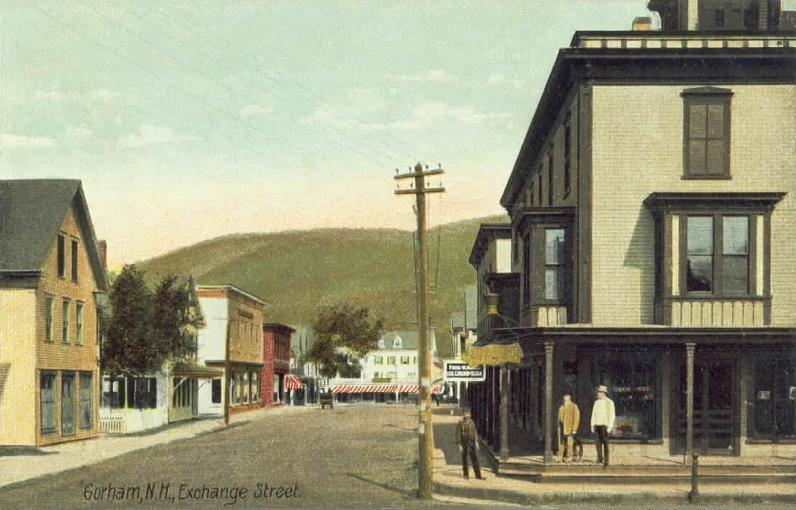
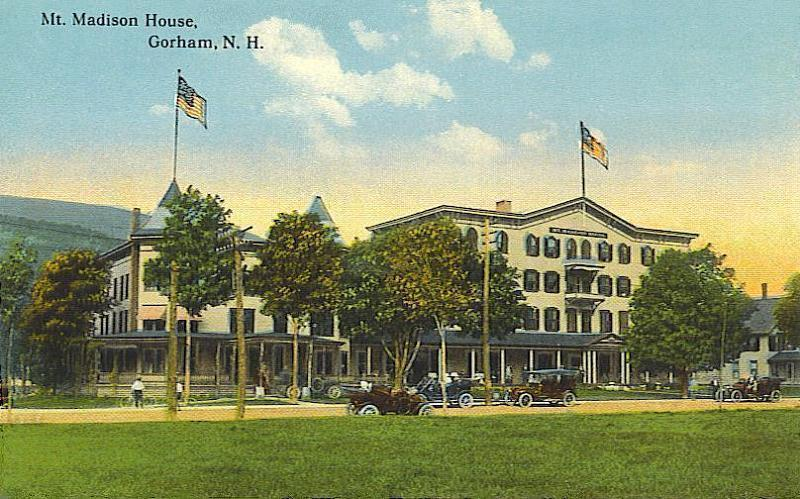
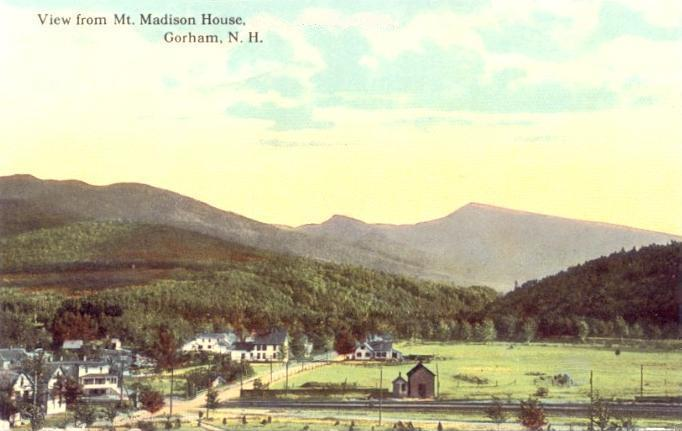
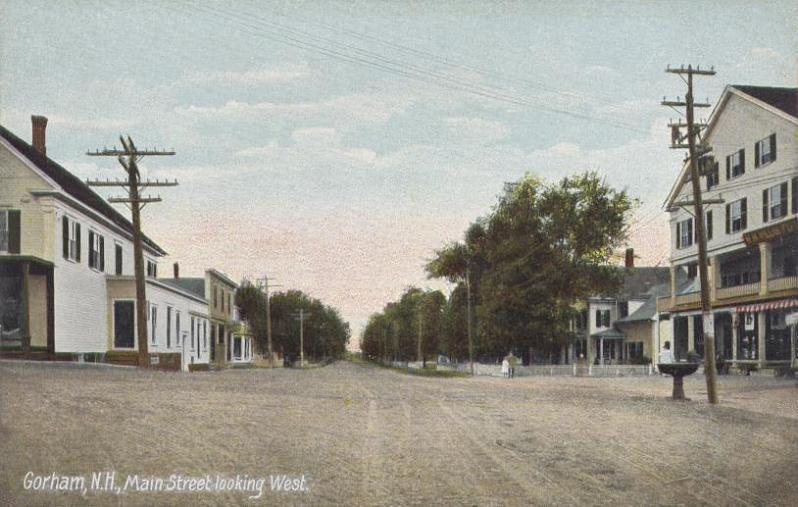

## موقعیت جغرافیایی
موقعیت جغرافیایی شهرها و مناطق اطراف به شرح زیر است: